# Démolition navale
La démolition navale est le processus par lequel un bateau ou un navire est démantelé en fin de vie afin d'en recycler les différents éléments.
Que l'on parle du démantèlement du porte-avions Clemenceau, de l'ex-France ou de simples navires de plaisance, le nombre considérable de bateaux qui, dans les années à venir, seront à démanteler montre l'importance de la prise en compte de ce processus.

## Utilité

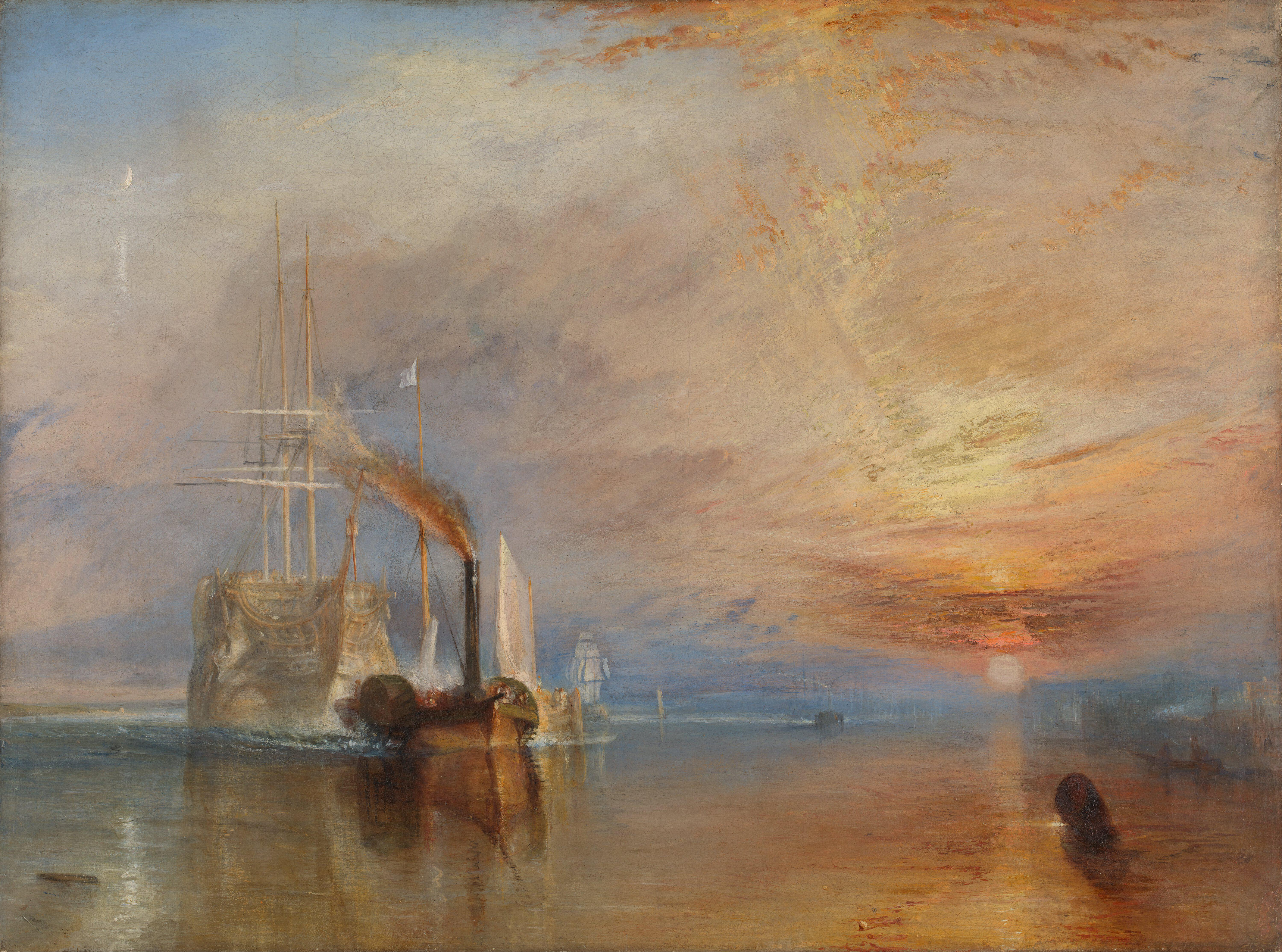
Le Téméraire remorqué vers son dernier quai afin d'être démoli, de Turner, illustre l'attachement sentimental que l'on peut éprouver à voir un navire partir à la casse

Si le terme de « démolition » a souvent une connotation négative (par l'image de destruction totale, ou par l'analogie entre un chantier de démolition et un « cimetière de bateaux » parfois trouvée dans la presse), le processus de démolition permet une réutilisation des matériaux qu'il contient, et donc un avantage économique et écologique. Les équipements sont en général revendus, les matériaux refondus (dans le cas de l'acier) ou recyclés (pour le bronze et le cuivre).
Le départ d'un navire pour la casse peut être émotionnellement chargé, par exemple dans le cas d'un paquebot célèbre ou d'un navire de guerre ayant remporté certaines batailles. De manière générale, il est courant que l'équipage soit attaché à « son » navire. Le tableau de Turner ci-contre témoigne aussi de la mélancolie alors qu'un fier navire est conduit au chantier de démolition, en l'occurrence le Temeraire qui avait joué un rôle important à la bataille de Trafalgar ; il est de plus remorqué par un navire à vapeur, illustrant la fin de la suprématie de la voile.
Sans qu'un navire de guerre ait combattu, il peut avoir gagné un prestige lui valant d'avoir sa casse évitée ou du moins différée, comme pour le croiseur français Colbert converti pour un temps, de 1993 à 2007, en navire musée à flot à Bordeaux, l'escorteur d'escadre Maillé-Brézé, qui lui, est toujours conservé à Nantes ; cette campagne n'aboutit pas faute de financement mais certaines reliques furent sauvées (cloche du bord, plaques…). L'intérêt économique dicte souvent le choix de la démolition (vu le coût de construction d'un navire, le gain obtenu par la démolition est parfois prévu par l'armateur).

## Histoire

### Navires en bois
La démolition de petits bateaux semble s'être effectuée dès les premières constructions, en réutilisant simplement, pour en réparer ou en compléter un autre, les matériaux disponibles sur un bateau qui pourrissait,. Cependant, alors que la complexité de la construction en bois augmentait, la difficulté de la démolition allait croissante, les nombreux joints de la coque (rivets, pointes…) empêchant de désolidariser les différentes éléments, et en particulier la charpente principale. Les navires les mieux construits devaient être littéralement éclatés en morceaux pour pouvoir récupérer les matériaux. Le bois récupéré étant de haute qualité, il était utilisé pour la construction de nouveaux navires, la construction sur terre ou pour du mobilier. Quand le bois n'était pas récupérable (trop bien joint, ou mangé par les tarets), la coque pouvait être brûlée afin de récupérer le cuivre. Ces opérations se déroulaient dans les chantiers navals, d'après les résultats de fouilles archéologiques.
La démolition navale moderne semble remonter à la fin des guerres napoléoniennes après 1815, avec le surplus de navires de guerre ainsi créé, qui durent être vendus à des compagnies privées pour être démolis. Certaines de ces compagnies finirent par se spécialiser dans la démolition, la plus connue étant l'entreprise de Henry Castle & Son établie sur la Tamise en 1838 et qui prit le nom de Admiralty Shipbreaking Yard (« chantier de démolition navale de l'Amirauté ») en 1864. Le chêne des charpentes était réutilisé pour d'autres navires tandis que le teck servait pour des meubles, vendus entre autres pour le palais de Buckingham ou à des régions où était basé le navire dont les meubles provenaient. D'autres objets fabriqués avec ce bois étaient vendus en souvenirs. Ce genre d'initiatives stimula la concurrence, et d'autres entreprises de démolition apparurent à la fin du XIXe siècle.

### Démolition moderne: les coques en acier
Avec l'arrivée des coques en acier, les données changent : l'acier est un produit dont la recyclabilité peut être considérée comme infinie. Néanmoins l'entreprise du travail de démolition ne devint pas pour autant moins complexe : la démolition du Great Eastern en 1889 prit plusieurs mois. Sa coque était rivetée, et ces rivets devaient être enlevés un par un à la masse et au ciseau, puis les plaques de métal devaient être coupées en morceaux (à la fraiseuse, ou par impact avec une masse) avant de pouvoir être fondues. Les pièces en fer forgé étaient brisées par une boule de démolition avant d'être transportées aux aciéries. En même temps, le marché de la ferraille s'agrandit lorsqu'on découvrit comment réutiliser ces pièces dans la production d'acier : alors que de plus en plus de navires utilisaient l'acier comme matériau principal, la demande pour la ferraille, et donc pour la démolition d'anciens navires, s'accrut incommensurément.
L'industrie de la démolition navale passa de l'initiative isolée à une industrie de masse au début du XXe siècle : en 1904, la Royal Navy décide de se débarrasser d'anciens navires qui encombrent ses bases navales, afin de rester à niveau avec la marine allemande ; les compagnies transatlantiques souhaitent lancer de plus grands navires (comme le Titanic et l'Olympic). Pendant la Première Guerre mondiale, peu de navires sont démolis car tous, anciens ou neufs, sont utilisés pour remplacer les nombreux navires coulés. Mais en 1919, l'industrie voit la demande monter en flèche à cause des navires capturés ou trop endommagés ; la « bulle » dure quelques années pendant lesquelles de nombreuses entreprises prospérèrent. La Seconde Guerre mondiale requit à nouveau tous les navires disponibles ; certains navires arrivant à un chantier de démolition durent même en repartir pour le service de guerre.

### Internationalisation
Après la seconde guerre mondiale, l'industrie reprit afin de récupérer le plus possible de matériaux des navires coulés et récupérables ; la torche à acétylène, utilisée dès avant la première guerre mondiale est désormais beaucoup moins dépendante de la proximité d'une installation pour la synthèse du gaz. Elle permet la démolition des coques soudées comme rivetées en un temps bien moindre, et d'accélérer la cadence. Les plus grandes industries fusionnèrent et le marché devint de plus en plus régulé par l'État. À partir des années 1960, la plupart des industries de production d'acier comme de démolition navale sont délocalisées vers des pays où la main d'œuvre est moins chère, principalement dans le sous-continent indien ; cette tendance se poursuit dans toute la fin du XXe siècle.
En même temps, à partir des années 1960, de nouveaux matériaux commencèrent à être utilisés : l'aluminium pour les navires rapides, le plastique et les composites pour les petits bateaux et l'industrie de la plaisance, qui commence alors son développement. Des filières de recyclage différentes s'imposent pour ces bateaux mais les industries concernées ne se développent qu'à partir des années 1980 et 1990, alors qu'un bon nombre de ces bateaux arrivent en fin de vie.

## Localisation des chantiers

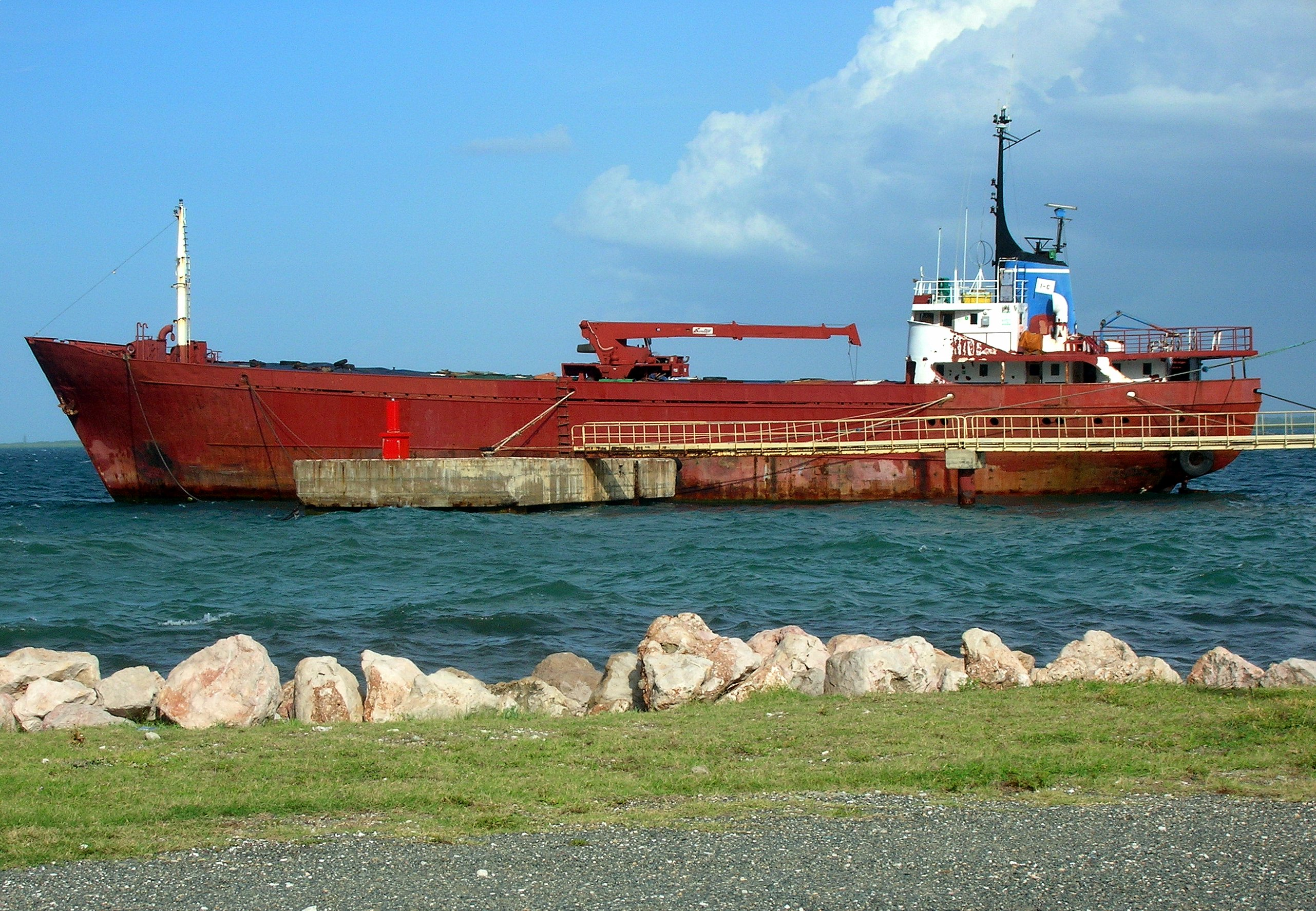
Petit navire cargo prêt à être démantelé, dans les Caraïbes : l'absence de chantier à proximité complique la démolition, et il n'est pas impossible que ce navire finisse par rouiller à quai et soit simplement sabordé.

La localisation des chantiers de démolition posait problème dès le début : il faut disposer d'un bon bassin d'échouage, si possible avec de bonnes marées, d'une profondeur suffisante pour accueillir les gros navires, avec de bonnes liaisons ferroviaires et / ou routières pour le transport de ferraille, mais en même temps d'un endroit peu cher, qui n'empiète pas sur un port, et où le bruit et les odeurs ne soient pas une nuisance. La plupart des chantiers européens se trouvaient en marge des industries métallurgiques.
Avec la délocalisation des années 1960, la plupart des chantiers de démolition acier se sont retrouvés dans le sous-continent Indien. Les principaux chantiers se trouvent à Alang en Inde, en Chine, aux Philippines, Chittagong au Bangladesh, au Vietnam et en Turquie. La plupart sont des pays en voie de développement, les ouvriers étant alors moins payés malgré leur travail extrêmement dangereux. Ces sites sont situés le long de plages où la marée permet de venir s'échouer suffisamment haut, même pour des navires à fort tirant d'eau (voir aussi plus bas).
Si la grande majorité des navires marchands est envoyée dans ces pays, les petits bateaux sont démolis ou recyclés localement : c'est le cas des bateaux de pêche, des embarcations côtières, les caboteurs, les ferrys et de nombreux navires de guerre qui sont démolis dans leur pays ou région d'origine. Le retraitement des navires militaires est un cas à part : s'ils disposent d'une propulsion nucléaire navale, une installation dédiée doit être disponible. La valeur des équipements à bord peut aussi dissuader son exportation. Lors du retrait de service des bâtiments de l'United States Navy, leur démantèlement nucléaire s'effectue au Puget Sound Naval Shipyard and Intermediate Maintenance Facility, à Bremerton (Washington) avant leur démolition navale dans des chantiers classiques.

## En pratique

### Pratique historique
Pour les navires construits en bois, chaque structure était unique et avait besoin de pratiques différentes. Les navires étaient vendus aux enchères, mettant en compétition les chantiers de démolition et les acheteurs étrangers ; ils pouvaient avoir encore leurs équipements (qui pouvaient donc être revendus) ou arriver avec une coque quasiment nue, voire ne plus constituer qu'un tas de rouille. Les navires de guerre étaient divisés en petits compartiments, et leur blindage les rendait difficile à démolir.

### Grands navires

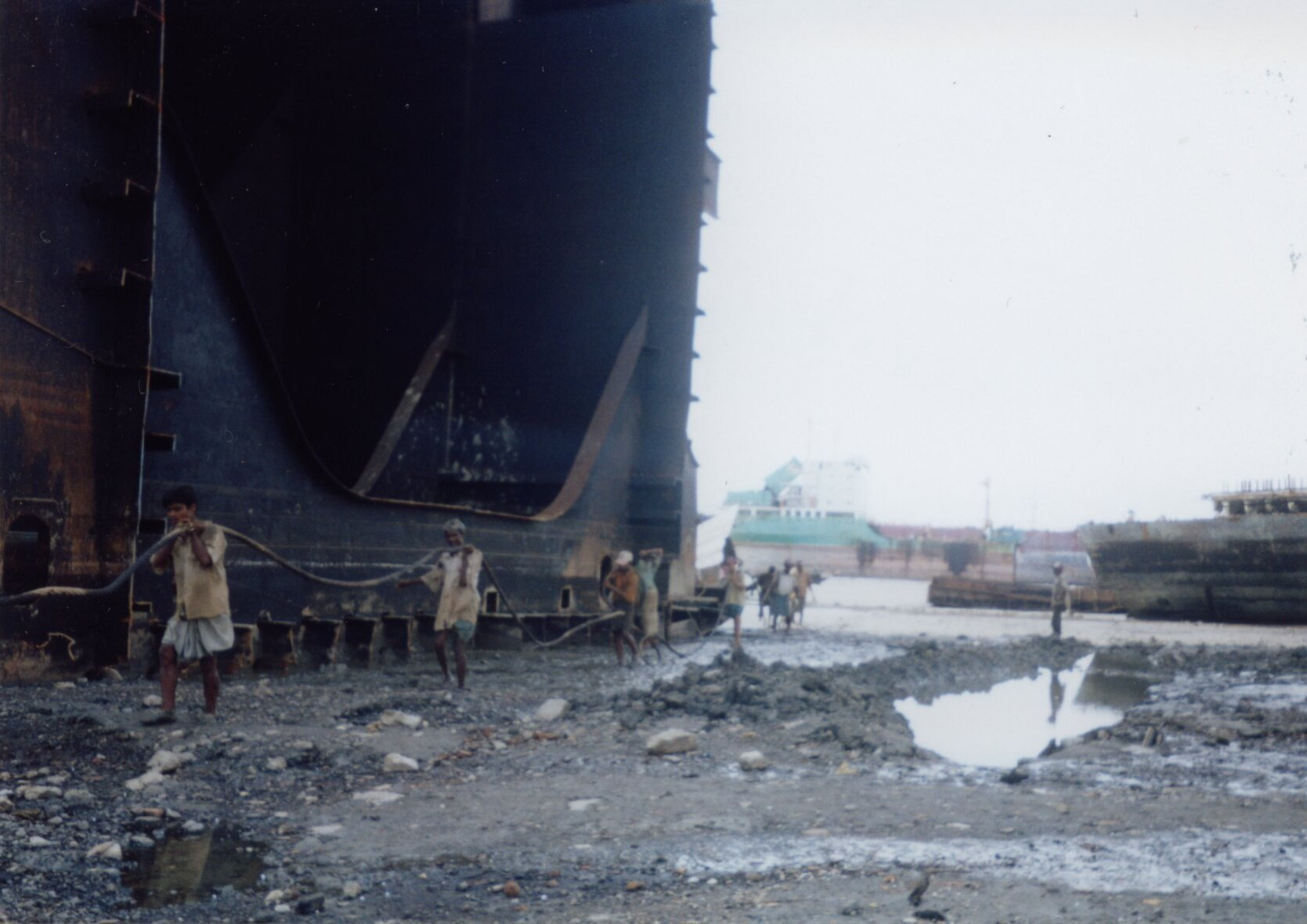
Démolition d'un vraquier à Chittagong, Bangladesh

Après avoir été vendu à un démolisseur, le navire à démolir est envoyé à sa destination, souvent remorqué afin d'employer un équipage minimal à bord. Il est ensuite échoué sur une plage à marée haute, en général en le lançant à pleine vitesse vers la plage. Les plages sont choisies pour leur faible pente et l'absence de rochers qui pourraient gêner la manœuvre. La démolition commence par l'enlèvement des pièces d'équipement, de l'accastillage, des meubles et décorations intérieurs. Les boiseries (servant en général à la décoration) sont aussi enlevées avant le reste.
La découpe des superstructures commence alors. Les tôles et les renforts sont découpés à la torche à acétylène ; l'acétylène peut être fabriqué sur place avec du carbure de calcium et de l'eau de mer. Les ponts successifs sont démolis un à un, en général en partant du haut et de la proue. Quand il ne reste plus que le double fond, celui-ci est tiré plus haut sur la terre ferme afin de travailler sur un sol solide. Suivant le niveau de technologie du chantier, diverses méthodes sont employées : les chantiers avancés utilisent des convoyeurs et des grues afin de transporter les éléments découpés ; sur les chantiers du tiers-monde, il est courant de voir les tôles transportées à dos d'homme : les brouettes et autres engins ne sont guère adaptés au sable des plages.

### Cas des bateaux de plaisance ou de sport
Un bateau de plaisance est « tout bateau de tout type […] destiné à être utilisé à des fins sportives et de loisir, dont la coque a une longueur comprise entre 2,5 et 24 mètres, indépendamment du moyen de propulsion ». Il devient un déchet dès qu'il est « abandonné ou destiné à l'abandon ».
Dans les années 1960 le polyester et la fibre de verre ont encouragé la construction en série à faible coût. En 2016 selon l'ODIT (2008), 80 % des bateaux de plaisance datent d'avant les années 2000 (âge moyen du parc : 23 ans). Mi-2015 plus d'un million de bateaux étaient immatriculés dans le pays (pour la plaisance ou le sport maritime) au 31/08/2015, mais ce chiffre peut être surestimé en raison de radiations non déclarées à l'administration des affaires maritimes (surtout pour les bateaux de moins de six mètres). 98 % sont des bateaux utilisés en mer, et 2 % en eau douce. 75 % des immatriculations concernent des bateaux à moteur, 20 % des voiliers et 5 % des kayaks, pédalos… 75 % des immatriculations concernent des bateaux mesurant moins de six mètres et 57 % des moins de cinq mètres ; la crise de 2008 a été suivie d'une baisse des immatriculations (« 12 000 nouvelles immatriculations en 2015, contre environ 20 000 à 25 000 nouvelles immatriculations par an sur les années 2000 », sachant que « Sur dix nouvelles immatriculations, Horizons Experts estime que huit correspondent à la vente de bateaux neufs et deux correspondent à des bateaux anciens qui prennent le pavillon français en changeant de propriétaire »).
Parties prenantes : selon le projet européen Boat DIGEST, outre les détenteurs de bateaux qui connaissent encore mal les possibilités de recycler leur NPSHU, ce sont surtout les ports de plaisance, les chantiers navals, les écoles de voile et centres de formation, les associations de plaisanciers et les fédérations de sports nautiques, qui en 2016 selon l'Ademe sont encore en France à sensibiliser. Il existe en France une Association pour la plaisance éco-responsable (APER, créée par la FIN en 2009 pour gérer la filière des NPSHU). Les plaisanciers étaient en 2008 environ 4 millions (selon la Fédération des industries nautiques ; ODIT, 2008), composés à 63 % d’hommes et plus âgés que la moyenne française (47 % de plus de 60 ans) mais beaucoup ne sont pas propriétaire (ex bateaux de location et d'écoles de voile). Les partenaires de l'APER sont outre la Fédération des Industries Nautiques (FIN), la Fédération Française de Voile (FFV) ; la Fédération Française Motonautisme (FFM) ; la Fédération Nationale des Pécheurs Plaisanciers et Sportifs de France (FNPPSF) ; le Conseil Supérieur de la Navigation de Plaisance et des Sports (CSNPS) ; l'Association Nationale des Élus du Littoral. En 2016 l'APER a aussi 16 entreprises-partenaires agréés de déconstruction de NPSHU présentes sur 50 sites en France.
apparition d'une filière de démantèlement : selon l'Ademe, la fédération des industries nautiques (FIN) en est à l'initiative vers 2004 avec une première étude industrielle de mise en place d’une filière de déconstruction, puis en 2006 avec la destruction pilote d’une dizaine d’unités de NPSHU à Caen cofinancée par d'autres acteurs (ADEME et collectivités locales à régionale). La FIN a conclu de ses expérimentations que le démantèlement manque dans ce secteur de rentabilité, qu'il devrait être assuré par les acteurs classiques du déchet, et serait peu créateur d'emploi. Il n'existe en outre pas d'écotaxe dédiée. Le transport des carcasses compte pour 30 % à 50 % du coût de démantèlement, ce qui encourage à créer des lieux de démantèlement proches des ports.
Freins et obstacles : selon l'Ademe en 2016, la difficulté de valorisation du composite plastique/fibre de verre est le principal obstacle à la création d'une filière de déconstruction/recyclage. Ce composite est le plus utilisé pour la fabrication des navires de plaisance, mais son taux de recyclage et encore en 2016 proche de zéro et la R&D pour son recyclage ou de nouveaux exutoires valorisants est peu soutenue. Un frein juridique était la difficulté pour un port de plaisance ou un chantier de gardiennage de détruire un bateau « ventouse » dont ils ne sont pas propriétaire, frein en partie levé par le droit en 2015-2016 ; le dernier propriétaire du navire est souvent le moins riche qui généralement selon l'Ademe « préfère l’abandon, la revente pour un € symbolique, la destruction sauvage, voire l’immersion en mer ». Sur les aires de carénage les coques de nombreux petits bateaux sont disloquées artisanalement et jetées en décharge. Le coût moyen en 2016 d'une déconstruction de bateau de plaisance ou de sport (avec désimmatriculation) varie de 100 à 120 €/m pour les navires de 4 à 5 m ; 130 à 140 €/m pour les 6 à 7 m ; 160 à 230 €/m pour les 8 m et 200 à 400 €/m pour les 9 à 12 m (selon qu'il y ait ou non collecte à la charge du déconstructeur) ; Ces prix tendent à baisser au fur et à mesure de l'organisation de la filière. Parfois il faut ajouter un coût de renflouement et/ou remorquage.
Quantités : en France environ 20 000 bateaux de plaisance arrivent tous les ans en fin de vie, on parle de « Bateaux de Plaisance Hors d’Usage » (BPHU). Jusqu'à présent, les épaves étaient laissées à l'abandon dans les ports, stockées sur des terre-pleins, brûlées ou encore coulées en mer. En 2016, en plus de la part visible (9 000 à 18 000 bateaux de plus de 6 m principalement présents dans les chantiers de gardiennage et ports de plaisance), il y aurait 26 000 à 130 000 unités de moins de 6 m de type pneumatiques, petits bateaux rigides, petits dériveurs, principalement détenus par des particuliers et bases nautiques.
En 2015, seuls 515 bateaux ont été déconstruits dans le réseau APER (cinq fois plus qu'en 2011). La catégorie des NPSHU inclut aussi les engins de plage que sont les planches à voile, kitesurfs, surfs, wakeboards, bodyboards, etc. qui ne sont pas réglementairement des navires mais sont des engins dédiés aux sports nautiques.
Législation : la Loi relative à la transition énergétique pour la croissance verte (LTECV) a précisé l’article L. 541-10-10 du code de l’environnement en imposant que « à compter du 1er janvier 2017 (date ensuite repoussée à 2018), toutes les personnes physiques ou morales qui mettent sur le marché national à titre professionnel des navires de plaisance ou de sport sont tenues de contribuer ou de pourvoir au recyclage et au traitement des déchets issus de ces produits ».
Les bateaux de plaisance et de sport hors d'usage contiennent souvent des déchets polluants et/ou dangereux (huiles usagées, batteries, peinture antifooling notamment) et des matériaux composites difficiles à recycler.
Une nouvelle filière Responsabilité élargie du producteur (REP) de collecte et traitement des NPSHU (navires de plaisance ou de sport hors d'usage) était prévue pour janvier 2017, puis a été repoussée à 2018 par la loi pour l'économie bleue.
En septembre 2016 l'Ademe a publié un rapport faisant un point sur cette filière, appuyée sur des données quantitatives (stock, flux, coûts) et qualitatives (initiatives européennes, champ d'application de la REP, environnement juridique, responsabilités actuelles des acteurs impliqués, etc.). Ce document fait aussi le point sur l'organisation de la filière NPSHU sous la responsabilité des producteurs : « champ d'application de la REP, environnement juridique de la filière, rôles et responsabilités des différents acteurs concernés, besoins de financement de la collecte et du traitement des NPSHU et articulation avec les autres filières sous la responsabilité des fabricants (DEA, PA, DEEE, etc.) ».

## Influences sur la demande de démolition
La demande de démolition de navires est influencée par plusieurs éléments :

### Le marché des métaux
Le démantèlement d’un navire a le plus souvent lieu dans un pays où la demande en métaux est élevée. Si le prix du métal recyclé augmente, le démolisseur est prêt à payer davantage pour les navires et la demande à la démolition augmente. Par conséquent, l’armateur profitera de cette situation pour vendre son navire au lieu de le faire exploiter. Mais le marché tend souvent à retrouver un équilibre car dès que la quantité de métal recyclée sur ce marché sera fortement en hausse, le prix proposé diminuera.

### Coûts de démantèlement, de transport et de traitement des matières dangereuses
Le coût pour enlever les matières dangereuses ou toxiques est différent pour chaque matière : Ce coût varie pour chaque taille et type de navire. Un très grand nombre des propriétaires des navires essayent d’éviter les coûts des opérations de nettoyage avant le démantèlement. Souvent les opérations de démantèlement et de nettoyage sont effectuées en même temps, ce qui rend difficile le calcul des coûts pour chacun. En effet, le coût de nettoyage avant que le navire soit démoli, doit être payé par le propriétaire, alors que le prix du démantèlement sera payé par le chantier au propriétaire. De plus, le coût de démantèlement est payé en monnaie locale ce qui va influer sur la compétitivité des chantiers. En Chine, le coût de pré-nettoyage est 10 US$ par ldt ou dwt (deadweight tonnage) et le coût de démolition pour un navire varie de 300 000 US$ à 870 000 US$. Si le chantier était en Europe ou les règlements de l’environnement, du travail et de la santé sont beaucoup plus sévères, le coût serait triplé. Le coût de démantèlement est différent d’un navire à un autre, bien sûr le démantèlement d’un navire de guerre est plus élevé que celui d’un navire de commerce. Les études montrent que les coûts de déplacement des composants structurelles (une partie de la passerelle) sont plus élevés que ceux pour enlever les déchets opérationnels (comme la salle des machines). Il faut ajouter au coût opérationnel les coûts de la préparation des travaux normaux tels que le nettoyage des citernes et les opérations de dégazage. Ces travaux habituels doivent être faits avant d’enlever les déchets opérationnels.

### Le coût d’infrastructure du chantier
Les chantiers de démolition sont souvent situés sur des plages, ceci diminue les coûts techniques, mais rend plus compliqué la gestion de la pollution ce qui fait augmenter le coût de pollution dans ces types de chantier. Ces chantiers n’ont pas de réservoirs pour les déchets dangereux. Ce qui fait que l’on n’a pas de bon système de gestion pour enlever les matières toxiques ou dangereuses.

### Le coût des travailleurs
C’est un facteur essentiel du marché car le démantèlement et le recyclage sont des activités qui nécessitent beaucoup de main-d’œuvre et cela dans des conditions de travail souvent très difficiles question sécurité et santé des travailleurs. C’est pourquoi ces chantiers sont généralement situés dans des pays plus pauvres (Inde, Bangladesh) où la main d’œuvre est abondante, le niveau des salaires est très bas et les hommes sont obligés d'accepter des conditions très difficiles pour avoir un travail qui leur permette de faire vivre leur famille.

## Problèmes environnementaux

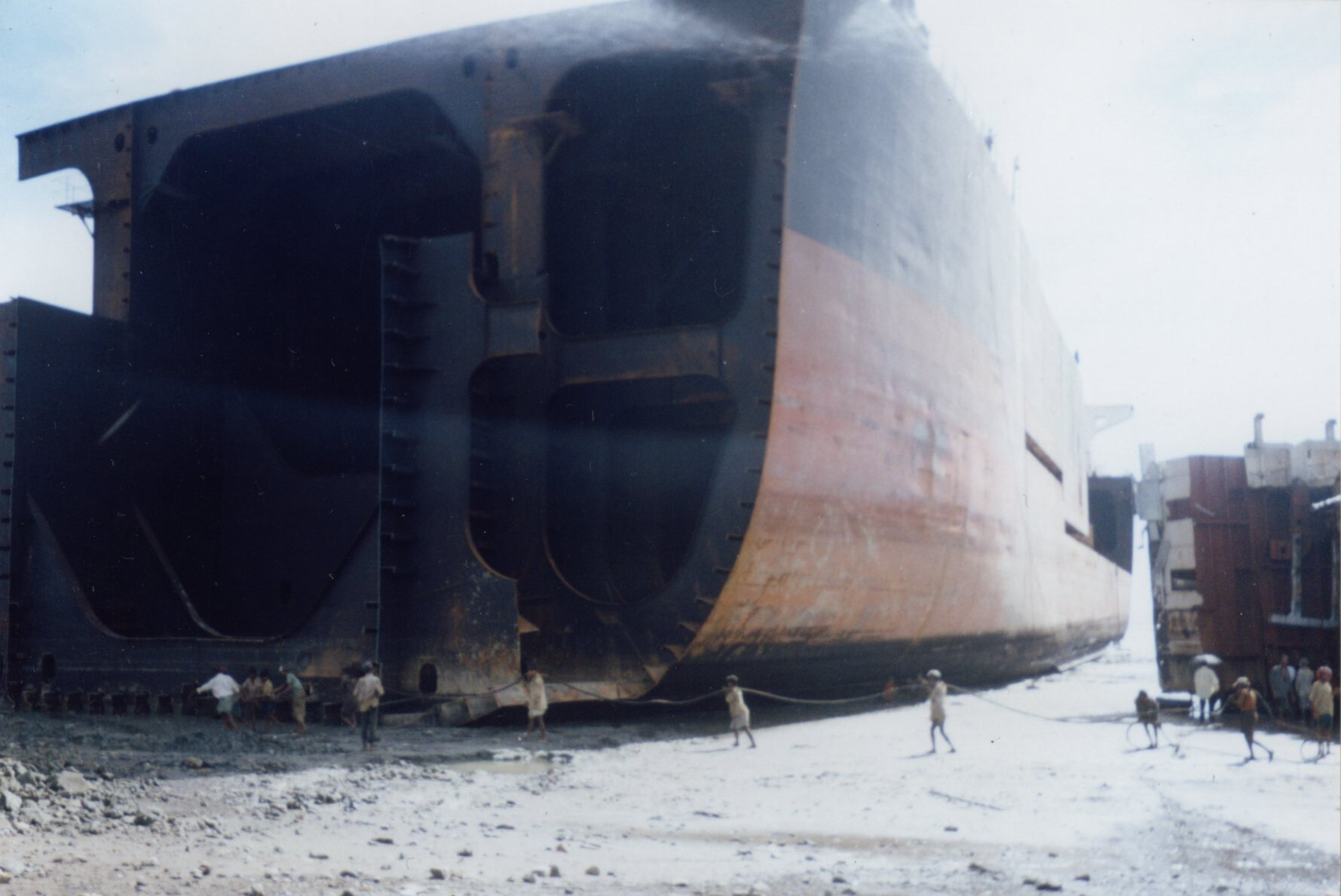
Pétrolier échoué sur une plage du Bangladesh

Le démantèlement des navires de commerce ou navires de guerre pose de nombreux problèmes. Ces navires en fin de vie contiennent de nombreux produits toxiques : amiante, huile, etc. Ils sont à ce titre considérés comme des déchets dangereux. Leur prise en charge est dictée par la convention de Bâle, dont l’objectif est de contrôler au niveau international la circulation et l'élimination des déchets dangereux pour la santé humaine ou l'environnement.
Les pratiques sur la plupart des chantiers consistent à échouer les navires à marée haute, de sorte qu’ils se retrouvent immobilisés sur le sable à marée basse. Cette pratique d’échouage ne s’accompagne d’aucun contrôle sur les rejets de produits polluants, liquides ou solides, dans la mesure où les bateaux sont démontés, selon la marée, dans et hors de l’eau. Les chantiers sont en outre rarement équipés d’installations de récupération des déchets. Un tel mode opératoire pose le problème de la sécurité des hommes travaillant dans ces chantiers d'une part et celui de la dissémination de déchets dangereux dans l’environnement marin en l’absence de toute mesure de rétention.

### En France: installation classée pour la protection de l'environnement
Selon la législation française, les chantiers de démolition navale, d'une superficie supérieure ou égale à 50 m2, sont des installations classées pour la protection de l'environnement (ICPE) soumises à autorisation préfectorale. En effet, ils sont concernés par la rubrique no 2712-2 de la nomenclature des installations classées.
Les autorisations préfectorales sont délivrées sous la forme d'arrêtés préfectoraux afin d'imposer aux exploitants le respect d'un certain nombre de prescriptions techniques en vue de limiter leurs impacts environnementaux.
L'instruction des demandes d'autorisation d'exploiter ainsi que le contrôle du respect des prescriptions techniques par les exploitants sont réalisés par l'inspection des installations classées.

## Situation actuelle
D'après l'état du transport maritime en 2005, un total de 10,6 millions de tonnes de port en lourd de navires ont été vendues pour démolition en 2004, soit 1,2 % du tonnage de la flotte mondiale ; ce chiffre est inférieur à celui de 2003 (25,6 millions de tpl, 3 %). La grande majorité des navires démolis sont des pétroliers et en particulier des unités de taille moyenne, suivis par les vraquiers ; ces derniers sont démolis de plus en plus tard. L'âge moyen d'un porte-conteneurs à sa démolition est de 30,5 ans, contre 27,3 ans pour les vraquiers et 32,9 ans pour les cargos polyvalents. Cet âge est constamment en augmentation : en 2000, les navires démolis étaient entre 2 et 5 ans plus jeunes.
Ces statistiques n'incluent que les ventes « officielles » entre l'armateur d'une part et le démolisseur d'autre part ; les petites unités (moins de 10 000 tonnes) peuvent aussi être vendues informellement. Le prix de revente est variable, et s'exprime en dollars US par tonne de déplacement lège (tdl) : en 2004, ce prix a varié entre 300 et 440 $ / tdl.
Le pays recevant le plus de navires est le Bangladesh où 57 % du tonnage démoli est allé en 2004 (contre 18 % l'année précédente), suivi de l'Inde (20 %, la moitié de 2003), la Chine (19 %), puis le Pakistan et la Turquie.
| Année | Pétroliers | Pétroliers | Transporteurs combinés | Transporteurs combinés | Vraquiers | Vraquiers | Autres | Autres | Total | Total                   |
| Année | mtpl       | %          | mtpl                   | %                      | mtpl      | %         | mtpl   | %      | mtpl  | % de la flotte mondiale |
| ----- | ---------- | ---------- | ---------------------- | ---------------------- | --------- | --------- | ------ | ------ | ----- | ----------------------- |
| 2000  | 13,5       | 60,9       | 1,0                    | 4,3                    | 4,6       | 20,8      | 3,1    | 14     | 22,2  | 2,7                     |
| 2001  | 15,7       | 56,5       | 0,8                    | 2,7                    | 8,1       | 29,1      | 3,2    | 11,7   | 27,8  | 3,4                     |
| 2002  | 18,1       | 59,3       | 1,6                    | 5,2                    | 5,9       | 19,3      | 4,9    | 16,1   | 30,5  | 3,6                     |
| 2003  | 18,4       | 71,9       | 0,5                    | 2,0                    | 3,3       | 12,9      | 3,4    | 13,3   | 25,6  | 3,0                     |
| 2004  | 7,8        | 73,6       | 0,5                    | 4,7                    | 0,5       | 4,7       | 1,8    | 17     | 10,6  | 1,2                     |

## Galerie

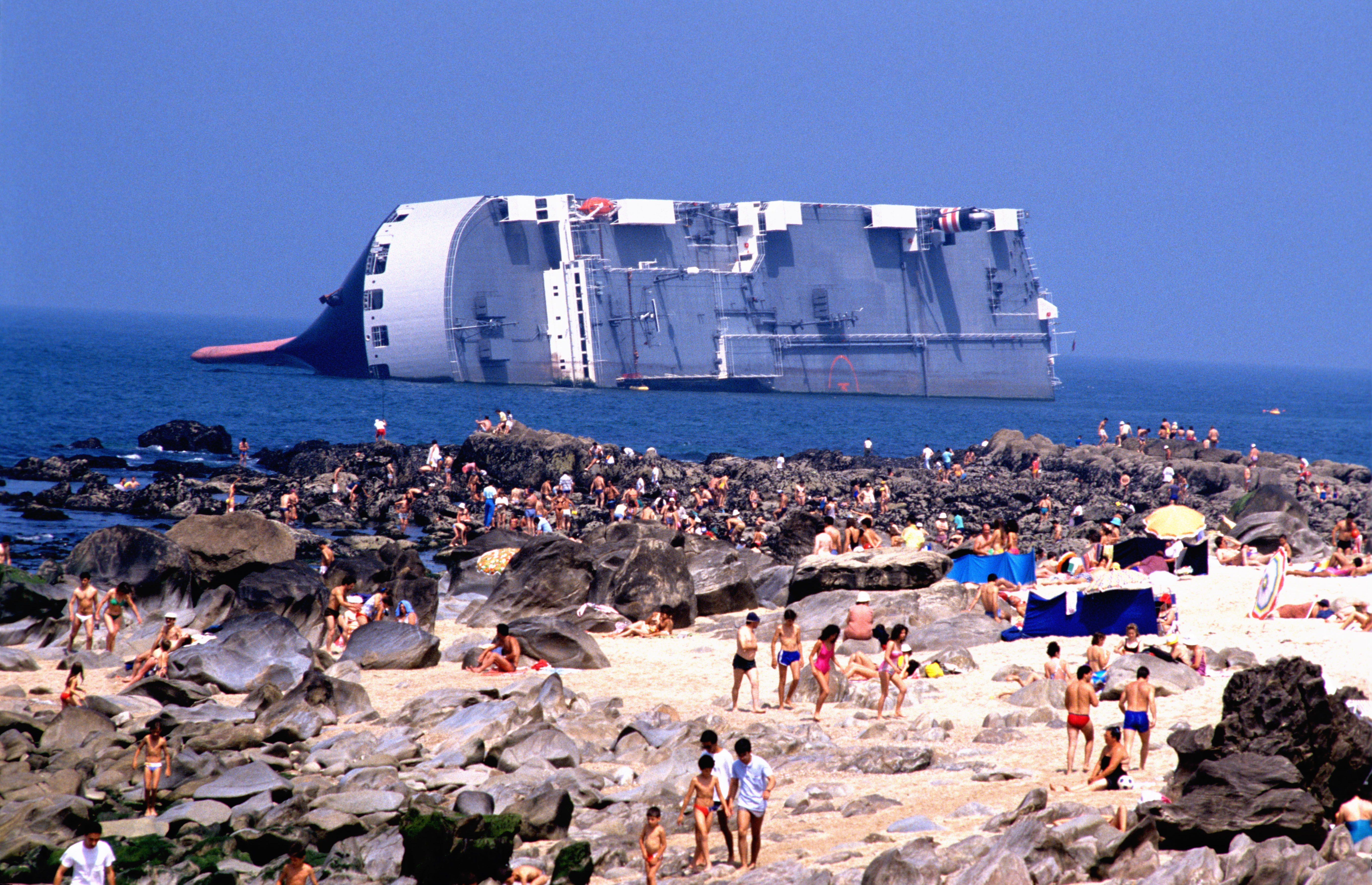
Dans la nuit du 26 au 27 avril 1988, le Reijin, un cargo transporteur de véhicules japonais, naviguant en direction du port de Leixões afin d’y livrer des voitures, s’échoua en chavirant totalement sur bâbord, sur la plage de Madalena. Il fut démantelé sur place.

#### Images
- Edward Burtynsky Reportage photographique
- Diaporama sur Là-bas si j'y suis

#### Documents
- Les bateaux en fin de vie - le coût humain de la démolition des navires
- 33 navires envoyés à la casse en moins d’un mois et demi en Inde et au Bangladesh
- Mise en place d’une filière de déconstruction des bateaux de plaisance
- 27 mars 2007 - Le rapport de la Mission Interministérielle portant sur le Démantèlement des Navires civils et militaires en fin de vie.
- [PDF] Rapport d'information sur le démantèlement des navires de guerre présenté par Mme Marguerite Lamour à l’Assemblée nationale le 24 janvier 2007.
- (en) Commission européenne - Public consultation on the Commission's Green Paper on better ship dismantling

#### Vidéographie / documentaires
- Vidéo Reportage consacré à la démolition des navires à Alang en Inde et les conséquences néfastes pour les travailleurs et l'environnement. Diffusé dans le cadre de l'émission T.T.C de la chaîne Radio télévision suisse. (Le reportage dans l'émission commence à partir de la minute 8)
- (en) The Shipbreakers of Gaddani (Pakistan) (2005), une vidéo